# پیمبرن
پیمبرن (به انگلیسی: Pimperne) یک روستا و محله مدنی در بریتانیا است که در North Dorset واقع شده‌است. پیمبرن ۱٬۱۰۹ نفر جمعیت دارد.